# La Fin du monde dans notre lit conjugal
Pour plus de détails, voir Fiche technique et Distribution.
La Fin du monde dans notre lit conjugal (La fine del mondo nel nostro solito letto in una notte piena di pioggia) est un film québéco-italien réalisé par Lina Wertmüller et sorti en 1978.

## Synopsis
En 1968, Paolo, un journaliste aux idées communistes tombe amoureux d'une féministe américaine. Il la suit à San Francisco et décide de l'épouser. Une fille, Alison est le fruit de ce mariage. Après dix ans, le couple en crise est à Rome. Au cours d'une nuit d'orage, les époux se confrontent à la déception mutuelle des désirs et des idéaux.

## Fiche technique
Sauf indication contraire, les informations mentionnées dans cette section peuvent être confirmées par la base de données cinématographiques IMDb,  présente dans la section « Liens externes ».
- Titre français : La Fin du monde dans notre lit conjugal[2]
- Titre original : La fine del mondo nel nostro solito letto in una notte piena di pioggia[3]
- Réalisateur : Lina Wertmüller
- Scénario : Lina Wertmüller
- Photographie : Giuseppe Rotunno
- Montage : Franco Fraticelli
- Musique : Renato De Simone
- Décors et costumes : Enrico Job (it)
- Production : Gil Shiva
- Sociétés de production : Liberty Film (Rome), Canafox Films (Montréal)
- Pays de production :  Italie -  Canada[2]
- Langue de tournage : italien
- Format : Couleur (Technicolor) - Son mono - 35 mm
- Durée : 100 minutes (1h40)[3]
- Genre : Drame psychologique
- Dates de sortie :
  - Italie : 17 janvier 1978
  - France : 26 juillet 1978[2]

## Distribution
- Giancarlo Giannini : Paolo
- Candice Bergen : Lizzy
- Mario Scarpetta (it) : Tommasino
- Lucio Amelio : Lucio
- Massimo Wertmüller : un ami de Paolo
- Michael Tucker : Jack
- Annie Papa (it) : une amie de Lizzy
- Anne Byrne Hoffman (en) : une amie de Lizzy
- Flora Carabella :
- Anita Paltrinieri :
- Giuliana Carnescecchi :
- Alice Colombo Oxman :
- Jill Eikenberry :
- Paola Ojetti (it) : la tante de Paolo
- Enzo Vitale :
- Paola Silvia Rotunno :
- West Buchanan : l'homme qui part avec Lizzy
- Lilli Carati :
- Alison Tucker : Alison, la fille de Paolo et Lizzy